# Веркуша
Веркуша (Лесная Веркуша) — река в России, протекает в Венёвском районе Тульской области. Левый приток реки Осётр. Длина реки составляет 24 км. Площадь водосборного бассейна — 220 км².

## География
Река имеет множество истоков. Верхняя часть реки носит название Лесная Веркуша. Ниже места слияния со своим основным притоком — Полевой Веркушей — река обозначается как Веркуша. Устье реки находится в 181 км по левому берегу реки Осётр, близ села Махринка.
В верховьях реки расположены населённые пункты: Выселки, Сосновка, Вырадуново и Великое Поле. Ниже по течению находятся село Сасово и деревня Соньшино.
Река имеет два притока: правый — река Полевая Веркуша и левый — река Алитовка.

## Рыболовство
В реке водятся лещ, подлещик, щука, карась, карп, окунь, голавль, плотва, язь и рак. В зимние месяцы рыбная ловля запрещена.

## Памятники
У реки Веркуши расположено несколько памятников археологии:
- Махринское городище — древнее укрепление в междуречье Веркуши и Осетра. В 1996 году в ходе исследований городища там был обнаружен клад.
- Дозорная башня I у деревни Соньшино — расположена на левом берегу реки в двух километрах к юго-востоку от деревни. Датируется XVI—XVII веками.
- Селище I у деревни Сасово — расположено на правом берегу реки в 900 м к югу от деревни. Датируется XII—XIV веками.
- Селище II у деревни Сасово — расположено на правом берегу реки в 1200 м к югу от деревни. Датируется XII—XIV веками.

## Данные водного реестра
По данным государственного водного реестра России относится к Окскому бассейновому округу, водохозяйственный участок реки — Ока от города Кашира до города Коломна, без реки Москва, речной подбассейн реки — бассейны притоков Оки до впадения Мокши. Речной бассейн реки — Ока.
Код объекта в государственном водном реестре — 09010101912110000022763.

### Притоки (км от устья)
- 3,5 км: река Полевая Веркуша (пр)